# Friestas
Friestas es una freguesia portuguesa del concelho de Valença, con 4,32 km² de superficie y 546 habitantes (2001). Su densidad de población es de 126,4 hab/km².

## Galería

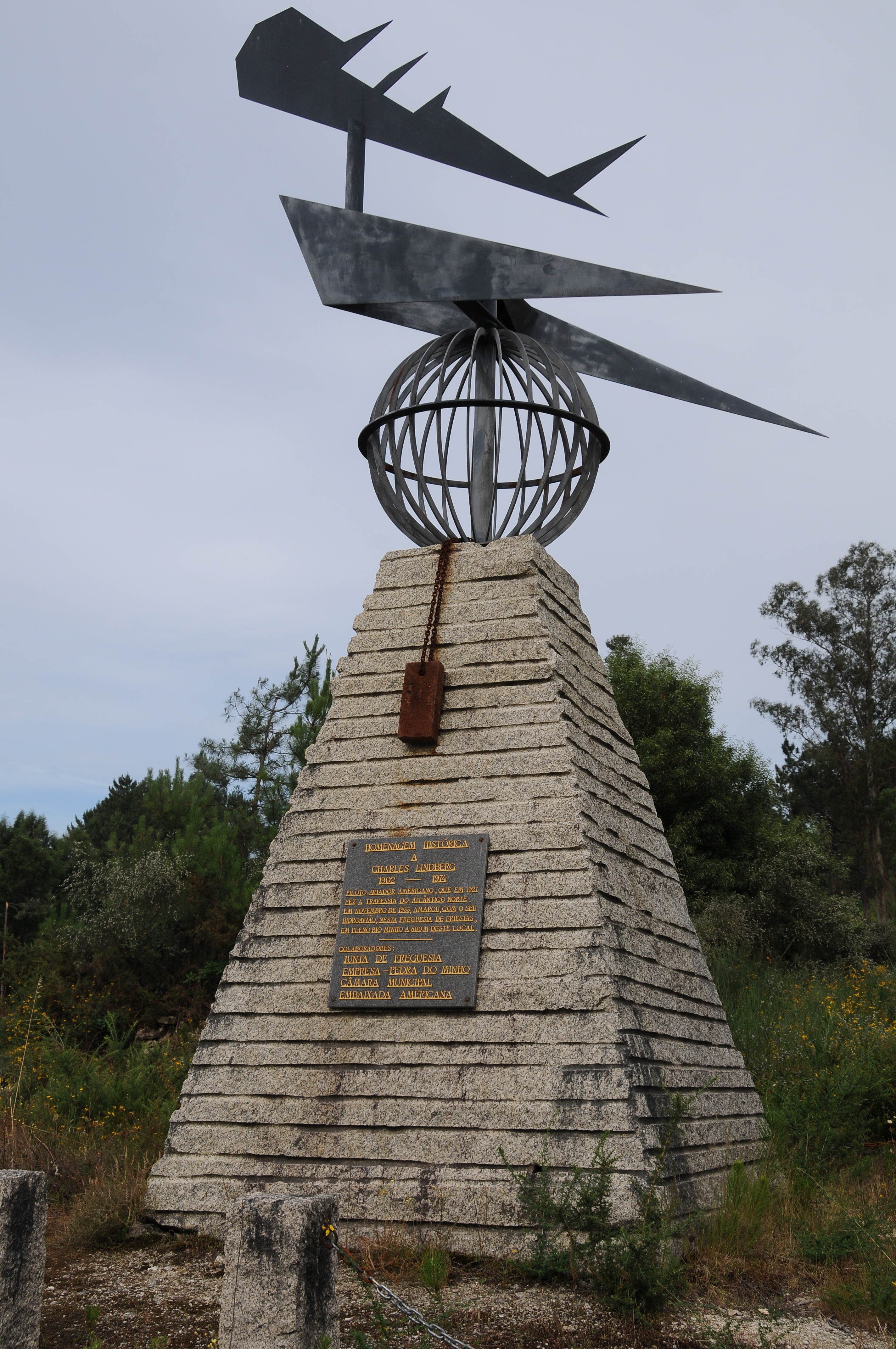
Monumento a Charles Lindbergh